# Equilium

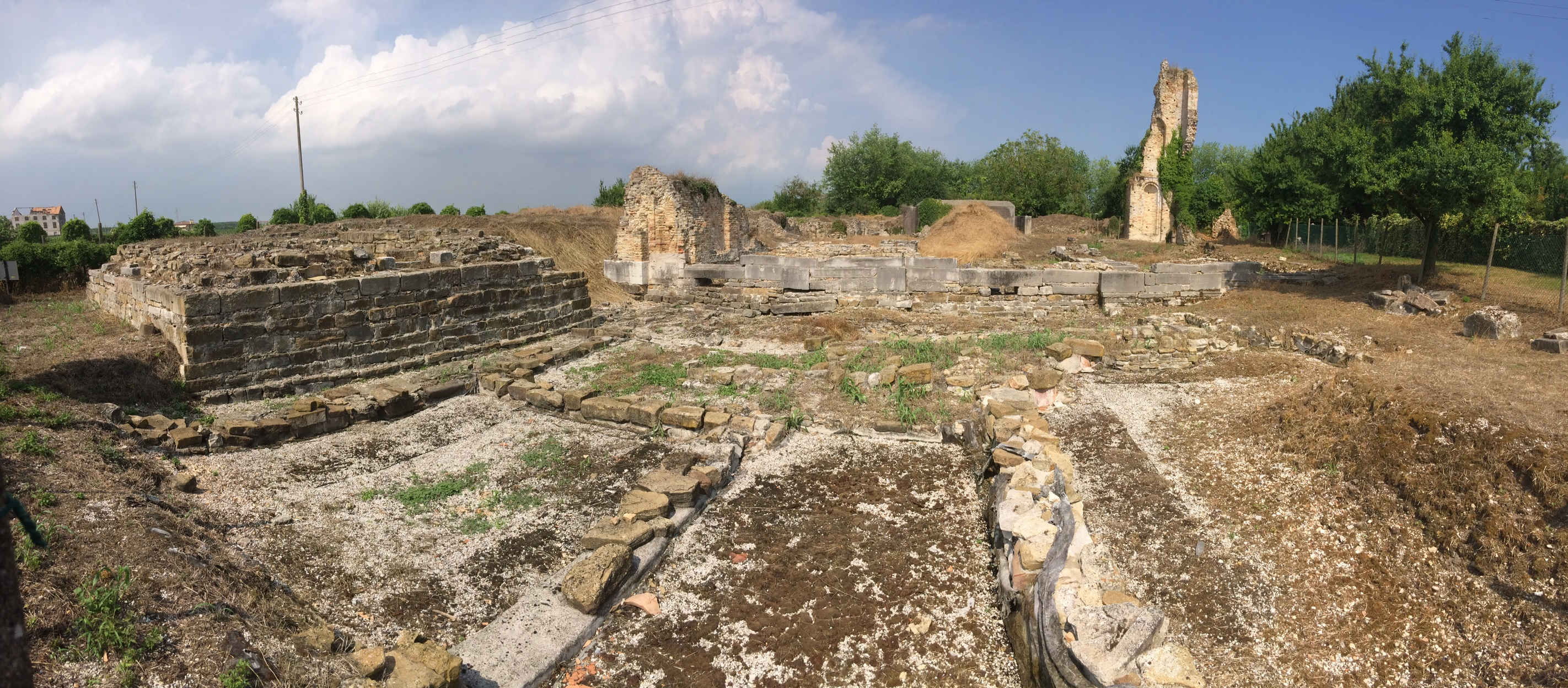
Archeologische site van Equilium in de gemeente Jesolo, nabij Venetië

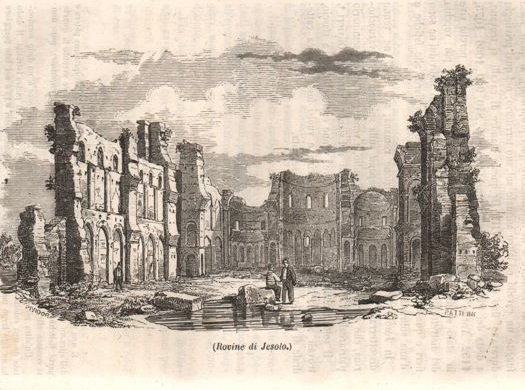
Pentekening (19e eeuw) van de kathedraal, zetel van de bisschoppen van Equilium

Equilium was een eiland met de gelijknamige stad Equilium (Italiaans: Equilio) in de Lagune van Venetië, in de Noord-Italiaanse regio Veneto. De stad bestond van circa de 4e eeuw tot de 12e eeuw. Equilium was een bisschopszetel tot het verval van de stad, en bestaat sinds de 20e eeuw als titulair bisdom van de Roomse Kerk.
De Italiaanse stad die zich in de buurt heeft ontwikkeld is Jesolo, met als naam voor 1930 Cavazuccherina of Cava Zuccherina. Het verzande eiland aan de oude monding van de rivier Piave – de monding in de Romeinse Tijd en de middeleeuwen - , is vergroeid met het Italiaanse vasteland. 
De archeologische site waar ooit Equilium was, draagt de naam Le Mura.

## Historiek
In de Laat-Romeinse Tijd was er een nederzetting op het eiland Equilium, wat aangetoond werd door resten van een herberg uit te graven. Bij de inval van de Longobarden vluchtten de inwoners naar verschillende eilanden in de lagune. Daar konden ze zich verschansen. Op verschillende eilanden, onder meer in Equilium, werd de bewoning permanent vanaf de 7e eeuw. Het Byzantijnse Rijk slaagde erin de eilanden in de Lagune van Venetië onder zijn bestuur te houden. Ze werden later deel van het hertogdom Venetië en de republiek Venetië.
Drie eilanden werden belangrijke Venetiaanse stadsbewoningen alvorens Venetië zich vestigde in haar huidige kern, de San Marco en San Polo verbonden door de Rialtobrug. Het gaat om de eilanden/steden: Eraclea met de pre-Byzantijnse naam Melidissa; Malamocco met zijn Latijnse naam Methamaucum en Equilium. Equilium en Eraclea wedijverden om het belangrijkste trefpunt der Byzantijnen te zijn in de lagune. Het kwam regelmatig tot vijandelijkheden tussen Equilium en Eraclea. De bisschopsstad Eraclea won en was tot circa 750 de hoofdstad der Venetianen (nadien was dit Malamocco tot 810), en dit alles onder Byzantijnse heerschappij. Vanuit Equilium en ook andere eilanden in de Lagune van Venetië konden de Byzantijnen gewapenderhand optreden tegen de Longobarden in Noord-Italië.
Equilium heeft steeds van de Byzantijnse handelsvloot geprofiteerd voor haar economische vooruitgang. Equilium was, net zoals Eraclea, een haven- en handelsstad. Zo importeerde Equilium bijvoorbeeld olijfolie uit Sparta. In de loop van de 9e eeuw werd Equilium een bisschopsstad. 
De rivier Piave verzandde aan haar monding en kent daarom in moderne tijden een ander verloop. Equilium lag aan de monding van de Piave. De natuurlijke bescherming van lagunewater dat eeuwen geholpen had, viel langzaam weg. Dit zorgde ervoor dat Pepijn, de Karolingische koning van Italië, met zijn landleger Equilium kon aanvallen in het begin van de 9e eeuw. De verzanding leidde tot een moerasland, dat ontoegankelijk was voor schepen en malariamuggen aantrok. 
In de loop van de 11e eeuw liep de stad leeg: de patriciërs waren de eersten die vertrokken naar Venetië zelf. De plek was verder onbewoond, in die mate dat in de 15e eeuw het bisdom Equilium officieel ophield te bestaan. De verlaten plek met ruïnes werd opgenomen in het patriarchaat Venetië na de dood van de laatste bisschop Andrea Bon (1466). 
Een titulair bisdom herrees in de 20e eeuw.